# Boleslaw Barlog

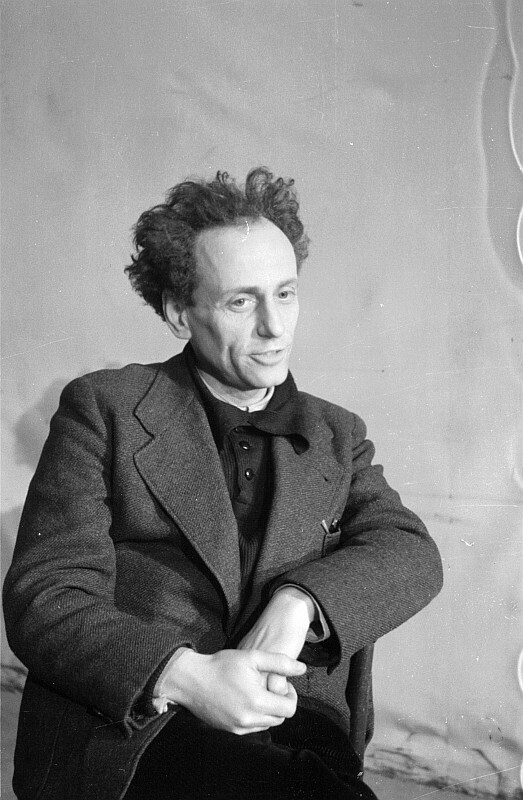
Boleslaw Barlog, 1946.

Boleslaw Barlog, född 28 mars 1906 i Breslau, död 17 mars 1999 i Berlin, var en tysk regissör inom främst teater, men även film.
Han började sin bana som regiassistent på 1920-talet. Barlog regisserade efter andra världskrigets slut flera teateruppsättningar vid Schlosspark Theater och Schillertheater i Berlin. Han var också verksam som intendent vid Staatliche Schauspielbühnen Berlin.

## Filmregi, urval
- 1941 – Storstädning i familjen
- 1942 – Wenn die Sonne wieder scheint
- 1943 – Seinerzeit zu meiner Zeit
- 1944 – Der grüne Salon
- 1949 – Wohin die Züge fahren